# Filmtheorie
Die Filmtheorie ist das theoretische Verständnis des Phänomens Film. Sie ist eine Disziplin der Filmwissenschaft.

## Ansätze
Da Film als Kunst, als Medium oder auch als Ware begriffen werden kann, gibt es dementsprechend ästhetische, kommunikationstheoretische und wirtschaftliche Filmtheorien. Unterschieden werden können auch Theorien, die den Akzent eher auf die Filmproduktion legen, von Rezeptionstheorien, die sich mit der Wirkung des Films auf den Zuschauer befassen.
Bekannte filmtheoretische Ansätze sind:
- die Genre-Theorie, die versucht, Gemeinsamkeiten zwischen Filmen herauszuarbeiten und diese zu Genres, den Filmgenres, gruppiert.
- der Formalismus, der in den 1920er und 1930er Jahren die Gesetzmäßigkeiten des Kinofilms untersuchte.
- die Auteur-Theorie, die in Filmen die Handschrift des Künstlers/Autors/Regisseurs zu erkennen sucht.
- der Neorealismus, der den französischen und italienischen Nachkriegsfilm als politische Kunst begriff.
- die Psychoanalytische Filmtheorie
- die Feministische Filmtheorie (siehe Visuelle Lust und narratives Kino)
- die Filmsemiologie, die den Film als Zeichensystem begreift (siehe Semiotik)
- der Neoformalismus, der den Kinofilm als autonome Kunst ansieht, die einer speziellen Stilforschung bedarf.
- die Filmnarratologie als jenes Teilgebiet der Erzähltheorie, welches den Spielfilm als eine eigenständige Erzählform untersucht.
- die Apparatus-Theorie
- die im Umfeld der feministischen Filmtheorie der 1990er Jahre wiederentdeckte Film-Phänomenologie, die als Reaktion gegen strukturalistische und semiotische Theorien verstanden werden kann und die sinnliche bzw. somatische Perspektive der Filmrezeption nicht nur durch das Auge, sondern „durch den ganzen Körper“ betont.[1]

Eine wichtige Rolle für die Theorie des Films spielt auch die sogenannte Medienwirkungsforschung.

## Geschichte
Erstmals mit Filmtheorie und Filmsprache setzte man sich nach der Filmkrise um 1907–1908 auseinander. Damals gingen die Kinobesucherzahlen in vielen Ländern erstmals zurück, da das Publikum die zumeist einfach und phantasielos hergestellten Kurzfilme nicht mehr so interessant und anziehend wie in den ersten Jahren fand.
Der seit 1897 in den USA lehrende, von den neuartigen Effekten in D. W. Griffith’ Monumentalfilm The Birth of a Nation beeindruckte deutsche Psychologe Hugo Münsterberg entwickelte eine wahrnehmungspsychologisch fundierte Rezeptionsästhetik des Films, die seinerzeit noch kaum Beachtung fand. Münsterberg erkannte, dass die fragmentierte Narration mit Zeitsprüngen, Vor- und Rückblenden und Montagen die Wahrnehmungsfähigkeit des Zuschauers besonders herausfordert und ihn zur visuellen Ergänzung, zum Sprung zwischen Räumen und Zeiten nötigt und ihm äußerste Konzentration abverlangt. Die Suggestionskraft erhält der Film durch seine Freiheit von den Gesetzen des Raums, der Zeit und der Kausalität; er ist also kein Illusionsmedium.
Filmtheorie setzte sich bald auch mit der Bedeutung von Film für die Kultur und Gesellschaft eines Landes auseinander. Die russischen Filmtheoretiker der 1920er Jahre betonten wie Münsterberg vor allem das Mittel der Montage, mit der das Medium des Films die freie Verfügung über Raum und Zeit erreiche. Die Montage galt Eisenstein ebenso wie Pudowkin, Ejchenbaum und Tynjanow als Erkenntnishilfe für den Zuschauer in einem kulturrevolutionären Prozess, in dem der Film ein Ausdrucksmittel gesellschaftlicher Experimentierfreude und zugleich ein Instrument zum tieferen Verständnis der Gesetzmäßigkeiten der Gesellschaft war. Das unterschied den russischen Formalismus von den freischwebenden Wirklichkeitentwürfen der ebenfalls technikbegeisterten Anhänger des Futurismus. Als Leistungen der russischen Formalisten sind die Ausarbeitung des Zusammenhangs von Literatur und Film („Kinosprache“, „Syntax“ und „Grammatik“ des Films) sowie die Entwicklung einer spezifischen Semiotik des Films zu sehen: Für Tynjanow verwandelt der Film Objekte in Zeichen; Eisenstein entwickelt eine Hieroglyphik des Films, die komplexere Bedeutungen aus der Zusammensetzung einzelner Zeichen entstehen lässt (z. B. Auge + Wasser = Weinen).
Die Filmtheorie des deutschsprachigen Raums setzte sich vor allem mit der Abbildfunktion des Films auseinander. Sie hielt am Programm einer realistischen Kunst fest, kritisierte aber den Abbildnaturalismus, dem sie den Film als künstlerischen Gegenentwurf, als in ontologischer Hinsicht eigenständige Realität entgegenstellte. Für Rudolf Arnheim bewirkte der Tonfilm einen Rückfall in den Abbildnaturalismus, da die künstlerischen Experimentiermöglichkeiten des Stummfilms verloren gingen. Vor allem in Österreich, wo der Film lange nicht als Kunst anerkannt und von den oberen Schichten bis in die 1920er Jahre als Unterhaltung für das einfache Volk abgetan wurde, bewirkte der damals in Wien lebende ungarische Revolutionär und Filmtheoretiker Béla Balázs ein Umdenken. Er postulierte, dass der Film ein neuartiges Medium der Wirklichkeitsdurchdringung und der internationalen gesellschaftlichen Kommunikation sei: Durch Verzicht des Stummfilms auf den Ton und die Konzentration auf Mimik und Gestik werde der Blick auf das allen Menschen Gemeinsame gelenkt. Mit Balázs’ utopisch-kulturrevolutionärem Realismusbegriff waren jedoch surrealistische und abstrakte Filme durchaus vereinbar.
Siegfried Kracauer, dessen Hauptwerke im amerikanischen Exil entstanden, stellt der Annahme eines eigenständigen Kunstwerts des Films die These entgegen, dass er ein modernes Medium der Massenkommunikation sei. Neben der Wiedergabe des Objektiven habe der Film ein subjektives Moment der Konstruktion, das subjektiv erschlossen werden müsse. Der Film dürfe sich gerade wegen seiner Suggestionswirkung keine Deutungshoheit über die Realität anmaßen. In mentalitätsgeschichtlicher Hinsicht sieht Kracauer einen Zusammenhang zwischen der Empfänglichkeit des deutschen Kleinbürgertums für das Dunkle und Mysteriöse, dem Irrationalismus des deutschen expressionistischen Films und der Ideologie des Nationalsozialismus.
André Bazin, einer der Wegbereiter der Nouvelle Vague und Anhänger des italienischen Neorealismus, sieht in der Theorie und Praxis der Montage nur einen Ausdruck technischer Unzulänglichkeiten des frühen Films. Die gesteigerte Tiefenschärfe durch verbesserte Aufnahmeverfahren könnte die Montage der Bilder durch eine Art von „innerer Montage“ im Bild ersetzen, bei dem die Sinnstiftung nicht durch den Regisseur, sondern durch den Rezipienten erfolge. Diesem solle die Sicht des Regisseurs nicht aufgedrängt werden: Die Leinwand sei kein Rahmen eines vom Regisseur gestalteten Kunstwerks wie für die Eisenstein-Schule, sondern ein Fenster zur Welt.
Jean Mitry (1907–1988) versuchte in den 1960er Jahren erstmals, die Ästhetik des Films mit Hilfe eines semiotischen Ansatzes zu verstehen und die „Fenster“- mit der „Rahmen-Theorie“ zu vereinen. Damit schloss er die Phase der Idee einer eigenständigen Filmwissenschaft ab, die nun durch spezialisierte sowie durch inter- und multidisziplinäre Ansätze ersetzt wurde. 
In den 1970er Jahren war die sich institutionalisierende Filmtheorie insbesondere in den angelsächsischen Ländern stark vom  Marxismus (insbesondere Louis Althusser), von der Psychoanalyse (besonders Jacques Lacan) sowie vom Feminismus beeinflusst. Ein führendes Diskussionsforum  dieser Zeit stellte die britische Zeitschrift Screen dar.
Gegen die als abstrakt empfundenen semiotischen und strukturalistischen Theorien richtete sich in den 1990er Jahren eine sensualistisch-phänomenologische Gegenbewegung, die durch die sehr unterschiedlich argumentierenden Vivian Sobchack und Alan Casebier repräsentiert wird. Gegen die psychoanalytische Schule der Filmtheorie wandte sich der kognitionstheoretische Ansatz von Torben Grodal.

## International bekannte Filmtheoretiker
- Rudolf Arnheim
- Béla Balázs
- André Bazin
- Walter Benjamin
- David Bordwell
- Seymour Chatman
- Gilles Deleuze
- Sergei Michailowitsch Eisenstein
- Siegfried Kracauer
- Georg Lukács
- Christian Metz
- Hugo Münsterberg
- Wsewolod Illarionowitsch Pudowkin
- Slavoj Žižek